# Kuruc-patak
A Kuruc-patak a Börzsönyben ered, Pest vármegyében, mintegy 700 méteres tengerszint feletti magasságban. A patak forrásától kezdve északi irányban halad, majd eléri a Csarna-patakot.